# Őrült Stone, avagy 2008 a patkány éve
Az Őrült Stone, avagy 2008 a patkány éve (Split Second)  1992-ben bemutatott, 2008-ban játszódó sci-fi horrorfilm. Az áradás sújtotta Londonban egy szinte elpusztíthatatlan lény látszólag értelmetlen gyilkosságok sorozatát követi el. Csak egy ember képes megfékezni, Stone, a kiégett, az őrület határán álló rendőrnyomozó. Magyarországi bemutatója 1992.július 31.-én volt. A film képi világát a neo-noir hangulat és a hideg, zöldes tónusú színek jellemzik.

## Cselekmény
2008, a felmelegedés évek óta fokozódik, a tengerek szintje emelkedik, az időjárás kaotikussá vált. London alacsonyabban fekvő területeit újhold környékén már rendszeresen harminc centis víz borítja. A patkányok által ellepett várost a káosz és a bűnözés uralja.
Harley Stone a londoni rendőrség nyomozója. Három évvel korábban Foster McLaine nevű nyomozótársát a Cannon street-i félig elárasztott metróállomáson a szeme láttára ölte meg egy nem evilági lény. Stone válla is életreszóló sebesülést kapott, nem volt képes társán segíten. Lelkifurdalását az is fokozza, hogy ekkoriban Michelle, Foster felesége a barátnője volt, akit később Stone elhagyott. A sokkhatás és a bosszúvágy miatt az utóbbi három évben fokozatosan kivetkőzött önmagából, egy ideig keményen ivott is. Arról leszokván a csokoládé, a kávé, a szivar és az adrenalin élteti, úgy érzi, misztikus kapcsolatban áll a gyilkos lénnyel. Egy csövestanyára emlékeztető lepusztult lakásban él, az elkerülhetetlen összetűzésre készülve fegyverekkel vette körül magát. Mivel modora elviselhetetlen és mindennemű közös munkára alkalmatlanná vált, főnöke felfüggesztette.
A városban újra kezdődnek a rejtélyes gyilkosságok, az áldozatok szívét a tettes kitépi. A legújabb áldozat egy fiatal nő, a gyilkosság egy zsúfolt bár vécéjében történt, Stone-tól alig pár méterre. Stone érzi, hogy az elkövető még mindig jelen van és őt figyeli. A rendőrfőnök visszaveszi azzal a feltétellel, hogy Dick Durkint, egy sorozatgyilkosságokra specializálódott, de az utcai munkában járatlan, fiatal kollégát rendel mellé. 
A következő gyilkosság már aznap este megtörténik, egy harminc körüli férfi szívét tépik ki. A lény több jelet is hagyott Stone számára, a kettéharapott szívet, Foster a halálakor eltűnt pisztolyát és egy ezoterikus jelet két számmal. A szívről vett gipszmintán látható fognyomok alapján egy valóságos szörnyeteggel állnak szemben. A genetikai vizsgálat azt mutatja, hogy a lény az eddigi összes áldozatának a genetikai mintáját magába olvasztotta.
Stone meglátogatja Foster sírját egy urnatemetőben, ahol összeakad elhagyott barátnőjével, aki minden alkalommal, mikor Londonban jár, eljön ide. Michelle felmegy vele a lakására, de csak fájdalmas emlékek maradtak kapcsolatukból. Míg Michelle alszik, Stone és Dick nyomoznak. Rádión kapják a riasztást, a lény Stone házában csapott le újra. Egy lány az áldozat, de Michelle vállát is megharapta, így már az ő genetikai mintáját is hordozza. 
Egyre nyilvánvalóbb, hogy a szörny igazi célpontja maga Stone, a misztikus ezoterikus kör a Cannon street-i metróállomáson vele kezdődött és halálával ugyanott be is fog záródni. Stone és új társa alaposan felfegyverkeznek, mert a lény ellen egy átlag kézifegyver hatástalan.
Michelle eltűnik, a szörny magával vitte, Dick mellkasára egy ezoterikus ábrát váj, mely másként értelmezve és megfejtve a metróállomás felé mutató térkép. Stone és Dick állig felfegyverkezve érkezik az évek óta lezárt, félig vízben álló állomásra, ahol Michelle egy kötélen lóg egy fénykör közepén. 
A végső összecsapás során gyorstüzelő fegyverekkel, gránátokkal és nagyfeszültségű árammal is támadnak, de a lénnyel nem képesek végezni. A szemtől szembeni harcban Stone kis híján alulmarad, mikor rájön, csak azon a módon lehet a lényt megölni, ahogy ő végzett az áldozataival, ki kell tépi a szívét. A szörny elpusztul, hárman elindulnak kifelé az alagútból. Egyelőre győztek, de vajon csak egy szörnyet rejt a mélység?

## Főszereplők
- Rutger Hauer (Vass Gábor) - Harley Stone, rendőrnyomozó
- Kim Cattrall (Tóth Enikő) - Michelle McLaine, Stone volt barátnője, egyben egykori társának a felesége
- Alastair Duncan (Rátóti Zoltán) - Dick Durkin, sorozatgyilkos-specialista fiatal nyomozó
- Michael J. Pollard (Beregi Péter) - a patkányvadász az alagútban
- Alun Armstrong (Szersén Gyula) - rendőrfőnök
- Pete Postlethwaite (Kiss Gábor) - rossz modorú nyomozó
- Ian Dury (Dengyel Iván) - Jay-Jay, éjszakai klub tulajdonos
- Roberta Eaton - Robin
- Tony Steedman (Simon György) - O'Donnell
- Steven Hartley - Foster McLaine, Stone nyomozótársa
- Sara Stockbridge - Tiffany
- Daimon Richardson - katona

## Érdekességek
- A filmből nem derül ki az értelmes és tervszerű cselekedetekre képes, az ezotériát jól ismerő szörny eredete, egyes nézetek szerint a sátán földi inkarnációja. A film eredeti nyelvén csak The Killer néven említik.
- Kim Cattrall szokatlan, oldalt felnyírt frizurája még a nem sokkal korábban készült Star Trek VI: A nem ismert tartomány című sci-fi film forgatásáról maradt meg, melyben a vulcani Valerist alakította.
- A Cannon Street metróállomás a londoni metró egyik állomása az 1-es zónában, a Circle line és a District line érinti.
- Az éjszakai klub tulajdonosát játszó Ian Dury a hetvenes-nyolcvanas évek punk és új hullám korszakának egyik népszerű zenésze, a The Blockheads frontembere volt.
- A filmben több alkalommal háttérzeneként, különféle verziókban hallható a Moody Blues együttes Nights In White Satin című 1968-as dala.

## DVD
A film magyarországi DVD változatát a Fangoria Magyarország Kft. adta ki. A lemezen 2:0 eredeti hang, 2:0 magyar szinkron és magyar felirat van, mozielőzetes és egyéb extra nincs.  